# シュターミッツ家
シュターミッツ家（Stamitz）あるいはスタミツ家（Stamic）は、ボヘミア出身でドイツやフランスで活躍した音楽家の眷属。中でも次の親子が重要。
- ヨハン・シュターミッツ（1717年 - 1757年）マンハイム楽派の開祖
- カール・シュターミッツ（1745年 - 1801年）ヨハンの長男
- アントン・シュターミッツ（1750年 - 1800年ごろ）ヨハンの次男